# معاداة السامية في تركيا
تشير معاداة السامية في تركيا إلى الأعمال العدائية ضد اليهود في الجمهورية التركية، وكذلك تعزيز وجهات النظر والمعتقدات المعادية للسامية في ذلك البلد.

## التركيبة السكانية
يعيش اليهود في أراضي الإمبراطورية العثمانية وتركيا الحديثة منذ أكثر من 2400 عام. تألف السكان في البداية من اليهود الرومانيوت ذوي الانتماء اليوناني، واندمجوا لاحقًا في مجتمع يهود السفارديم الذين هاجروا إلى الإمبراطورية العثمانية في القرن الخامس عشر من أيبيريا بعد الاضطهاد من قبل محاكم التفتيش الإسبانية.
تضمّ الجمهورية التركية واحدةً من أكبر المجتمعات اليهودية في العالم الإسلامي، على الرغم من أن اليهود شكلوا في عام 2009 أكثر بقليلٍ من 0.03% من السكان الأتراك. بلغ عدد السكان من اليهود الأتراك 23000 فردًا في ذلك العام. يقيم معظم اليهود في إسطنبول. يوجد 23 معبدًا يهوديًا نشطًا في تركيا، بما في ذلك 16 معبدًا في إسطنبول وحدها. وصل عدد السكان اليهود في الإمبراطورية العثمانية إلى ذروتها في نهاية القرن التاسع عشر، عندما كان عدد اليهود حوالي 500000 فردًا، عاش نصفهم تقريبًا على أراضي الجمهورية التركية الحديثة.
المشاعر المعادية للسامية شائعةٌ جدًا بين الأتراك المعاصرين، على الرغم من كون اليهود جزءًا صغيرًا فقط من السكان اليوم. تحول تقليد النقد العام للسياسة الإسرائيلية في تركيا إلى تعبيرات عن المشاعر المعادية للسامية.
سُجّل انخفاض في عدد السكان اليهود منذ عام 2009. انخفض عدد السكان اليهود إلى 17000 شخص بحلول سبتمبر 2010، بسبب إلى الهجرة إلى إسرائيل في الغالب، والتي فُسّرت بمخاوف أمنية ناشئة عن تصاعد المشاعر المعادية للسامية في أعقاب حوادث مثل حرب لبنان 2006، وحرب غزة 2008-2009، وغارة أسطول غزة (أسطول الحرية) في مايو 2010 التي قُتل فيها تسعة مواطنين أتراك بعد هجوم كوماندوس البحرية الإسرائيلية على متن سفن الأسطول لدعم الحصار البحري على غزة.

## الوضع التاريخي لليهود في تركيا

### اليهود ومعاداة السامية في الإمبراطورية العثمانية
كان لليهود في الإمبراطورية العثمانية وضع أهل الذمة وفقًا للشريعة الإسلامية، مما يعني أنهم كانوا من حيث المبدأ خاضعين للمسلمين. لكن ضمنت مكانة أهل الذمة حرمة الفرد وحرية الدين. لم يمنع ذلك معاداة السامية في تركيا العثمانية.
أُبلغ عن أول حالة فريّة دمٍ عثمانية في عهد السلطان محمد الثاني في القرن الخامس عشر (وفقًا لمصادر أخرى - في بداية القرن السادس عشر)، وهي ادّعاءات بقيام اليهود بعمليات اختطاف والتضحية بغير اليهود بطقوسٍ شريرةٍ. نادرًا ما حدثت فرية الدم لاحقًا، وأدانتها السلطات العثمانية عادةً، على الرغم من الهجرة الجماعية لليهود من إسبانيا في عام 1492. تذكر بعض المصادر اليهودية حوادث فرية دم في عهد السلطان مراد الرابع. أصدر السلطان محمد الثاني فرمان- مرسومًا ملكيًا- والذي كان الأول من نوعه في الإمبراطورية العثمانية وأمر بأن ينظر الديوان- أعلى مجلس في الإمبراطورية- في جميع القضايا المتعلقة بفرية الدم.
استقبلت السلطات هجرة اليهود من أوروبا الغربية إلى الإمبراطورية العثمانية بكرمٍ. أعاد السلطان سليمان القانوني تأكيد أوامر محمد الثاني، التي تمنع المحاكم المحلية من الفصل في القضايا المتعلقة بالقتل الشعائري اليهودي المزعوم، كما نجح في معارضة نية البابا بولس الرابع لوضع يهود أنكونا في أيدي محاكم التفتيش.
تدهور موقف السلطات تجاه اليهود فيما بعد. ورد عن سماع السلطان مراد الثالث بامرأةٍ يهوديةٍ كانت ترتدي ملابسًا حريريةً مزينةً بالأحجار الكريمة، وأمر بإبادة جميع اليهود في الإمبراطورية، وعلى الرغم من إلغاء المرسوم- بفضل مستشار الصدر الأعظم شلومو أشكنازي- إلا أنه أُمر اليهود بارتداء ملابس خاصة. مُنعت النساء على وجه الخصوص من ارتداء الحرير، ونُصّ على ارتداء الرجال لشكلٍ خاصٍ من القبعات.
كان هناك عددٌ من حالات فرية الدم المعروفة في القرن التاسع عشر على أراضي الإمبراطورية العثمانية: حلب (1810)، وبيروت (1824)، وأنطاكية (1826)، وحماة (1829)، وطرابلس (1834)، والقدس (1838)، ورودس ودمشق (1840)، وباروس (1843)، وسميرنا (1864). كانت أشهرها حادثتا رودس ودمشق، وكلاهما في عام 1840، وكان لكلٍّ منهما تداعياتٍ دوليةٍ كبيرة.
وقعت فرية الدم في رودس في فبراير 1840، عندما اتهم المجتمع الأرثوذكسي اليوناني- بمشاركة نشطة من قناصل عدة دول أوروبية- اليهود باختطاف وقتل صبيٍّ مسيحيٍّ لأغراضٍ شعائرية. أيّد الحاكم العثماني لرودس هذا الاتهام. اعتُقل العديد من اليهود، وأدلى بعضهم باعترافات تجريم الذات تحت التعذيب، وحُظر الحي اليهودي بأكمله لمدة اثني عشر يومًا. حُكم ببراءة الجالية اليهودية في رودس من الاتهامات رسميًّا في يوليو 1840.

وقعت حادثة دمشق في نفس العام، إذ اتُّهم اليهود بالقتل الشعائري للأب توماس، وهو راهب فرنسيسكاني من جزيرة سردينيا وخادمه اليوناني إبراهيم عمارة. توفي أربعةٌ من أعضاء الجالية اليهودية تحت التعذيب، مما أدى إلى غضبٍ دوليٍ. تدخل السياسيّ البريطاني السير موسى مونتيفيوري لإخلاء سبيل اليهود المسجونين المتبقين، وأقنع السلطان عبد المجيد الأول بإصدار مرسومٍ في 6 نوفمبر 1840، أعلن فيه أن اتهامات فرية الدم هي افتراء ضد اليهود وحظرها في جميع أنحاء الدولة العثمانية. نص المرسوم على ما يلي:
«لا يمكننا أن نسمح باستياء الأمة اليهودية وتعذيبها بناءً على اتهامات لا أساس لها في الحقيقة».
أصدر السلطان عبد العزيز- مع عودة حالات فرية الدم- فرمانًا في عام 1866، أعلن بموجبه أن اليهود تحت حمايته. حدّ رجال الدين الأرثوذكس من مثل هذه الاتهامات بعد ذلك، ولكن حدثت حالة فرية دم أخرى معروفةٌ في حلب في عام 1875، ولكن سرعان ما عُثر على ضحية القتل المزعومة - الصبي الأرميني - على قيد الحياة وبصحة جيدة.
شرعت الإمبراطورية العثمانية في النصف الثاني من القرن التاسع عشر، في إصلاحات التنظيمات التي تهدف إلى مواءمة الحقوق بين رعاياها بغض النظر عن الأصل العرقي والدين. أثرت هذه التحولات بشكلٍ إيجابيٍ على اليهود، الذين حصلوا في النهاية على حقوقٍ متساوية. وصل عدد السكان اليهود في الإمبراطورية إلى 400-500,000 شخص مع بداية القرن العشرين. كان هناك خمسة أعضاء يهود في البرلمان العثماني في عام 1887. لم يحقق اليهود مع ذلك المساواة الفعلية حتى وقت لاحق.
كانت هناك صراعات مع المسلمين أيضًا، خاصة في منطقة إسرائيل الحالية. احتج السكان العرب على الوجود اليهودي المتزايد مع ازدياد عدد اليهود والمسلمين في فلسطين في نهاية القرن التاسع عشر، مما أدى إلى حظر جميع مبيعات الأراضي للأجانب في عام 1892. مُنع اليهود من الاستقرار في فلسطين أو العيش في القدس، بغض النظر عما إذا كانوا رعايا الإمبراطورية أو أجانب. ازداد العداء تجاه اليهود مع ازدياد أعداد اليهود في المنطقة، وكانت هناك مذبحةٌ كبيرةٌ في يافا في مارس 1908، شارك فيها السكان العرب وأسفرت عن إصابة 13 شخصًا بجروح خطيرة، وتوفي العديد منهم. أُقيلت الحكومة المحلية في وقت لاحق.
اضطهد الإغريق المجتمعات اليهودية في غرب الأناضول وتراقيا الشرقية، ووقعت مذبحة كورلو، خلال الحرب اليونانية التركية في 1919-1922.